# Rafael Sánchez Ferlosio
Rafael Sánchez Ferlosio (Roma, 4 de diciembre de 1927-Madrid, 1 de abril de 2019) fue un novelista, ensayista, gramático y lingüista español perteneciente a la denominada generación del 50. Recibió el Premio Cervantes en 2004 y el Premio Nacional de las Letras Españolas en 2009. Debe su fama principalmente a sus novelas de juventud El Jarama (1955) e Industrias y andanzas de Alfanhuí (1951), y en las últimas décadas a su obra ensayística.

## Biografía
Hijo del escritor español Rafael Sánchez Mazas, uno de los principales ideólogos del falangismo, y de la italiana Liliana Ferlosio, Sánchez Ferlosio nació en Roma, donde su padre era corresponsal del diario ABC. Fue hermano del filósofo y matemático Miguel Sánchez-Mazas Ferlosio y del poeta y cantante Chicho Sánchez Ferlosio.
Estudió en el Colegio San José de los jesuitas en Villafranca de los Barros y posteriormente cursó Filología en la Facultad de Filosofía y Letras de la Universidad de Madrid, en la que obtuvo el doctorado. Después de tres años de noviazgo con la escritora Carmen Martín Gaite, a la que había conocido en la Universidad, ambos se casaron el 14 de octubre de 1953 y terminaron separándose amistosamente en 1970. Tuvieron un hijo, Miguel, nacido en 1954, que moriría de meningitis poco antes de cumplir los ocho meses; y dos años después una hija, Marta Sánchez Martín, que falleció en 1985 con veintinueve años. En segundas nupcias, Rafael contrajo matrimonio con Demetria Chamorro Corbacho.
En el ámbito literario, Ferlosio fue miembro del Círculo Lingüístico de Madrid, junto con Agustín García Calvo, Isabel Llácer, Carlos Piera y Víctor Sánchez de Zavala. Por otro lado, junto a autores como Ignacio Aldecoa, Jesús Fernández Santos, la propia Martín Gaite y Alfonso Sastre, fue fundador y colaborador de la Revista Española. Todos ellos compartieron una poética realista que presentaba notables influencias del neorrealismo italiano.
Sánchez Ferlosio contribuyó a esa corriente con una de las obras más significativas de la literatura española de la posguerra: El Jarama (1955), aunque su primera novela fue Industrias y andanzas de Alfanhuí (1951), narración de sesgo fantástico sobre un niño que deja de ir a la escuela después de escribir en un alfabeto ininteligible y que va componiendo su propia realidad a través de extrañas andanzas que lo alejan de la órbita de la norma y el castigo.
Vivió desde finales de la década de los noventa en el barrio de la Prosperidad de Madrid, donde falleció el 1 de abril de 2019. Está enterrado en el cementerio de la Almudena.

### AlfanhuíyEl Jarama
Alfanhuí sorprendió por la pulcritud de su estilo y por el interés del argumento, pero también porque no parecía fácil decidir si era un último ejemplo sublimado de la novela picaresca española, o el primer relato español dentro del realismo mágico. Sin embargo, fue la novela El Jarama la que supuso la consagración de Sánchez Ferlosio; con ella obtuvo el Premio Nadal en 1955 y el de la Crítica en 1956. El Jarama narra dieciséis horas en la vida de once amigos, un domingo de verano, de excursión en las riberas del río Jarama, en tres frentes: en la orilla del río, en la taberna de Mauricio, donde los habituales parroquianos beben, discuten y juegan a las cartas, y en el río y en la arboleda de la orilla, donde los amigos reposan, conversan, etc.
Al acabar el día, un acontecimiento inesperado, el descubrimiento de que una de las jóvenes del grupo se ahogó en el río, da a la descripción de la jornada una extraña poesía triste por la pérdida de la amiga, que hubiera podido tal vez ser salvada, si la amistad tuviese algún poder para evitar lo ya ocurrido. Esto da a la novela un giro imprevisto por el tono de una narración trivial, donde nada importante parece suceder ni parece probable que suceda, y no es inverosímil que una joven se ahogue en un río, ni tiene nada de extraordinario. Enmarcada entre dos pasajes de una descripción geográfica del curso del río Jarama, esta novela es de un realismo absoluto, casi conductista, ya que el narrador no se permite ninguna expansión sentimental o interpretativa ni sondeo alguno en la psicología de los personajes. El lenguaje coloquial de los diálogos está presidido por el máximo rigor; sin embargo, se ha llegado a interpretar El Jarama como un relato simbólico o simbolista, pero, en cualquier caso, su estilo es notoriamente diferente al de Alfanhuí, su obra precedente. El narrador sorprende al lector —tanto en Alfanhuí como en El Jarama— porque no le da nunca o casi nunca un mínimo de datos para poder predecir lo que va a suceder. Las grandes diferencias entre Alfanhuí y El Jarama han sido, en general, interpretadas por la crítica posterior más bien como un ejemplo de que Rafael Sánchez Ferlosio es un escritor polifacético y complejo, realista en algunos casos, fantástico en otros, ensayista a menudo, poeta a veces y, con cierta frecuencia, sorprendente o desconcertante.

### Abandono de la narrativa
Ferlosio es autor también de los relatos Y el corazón caliente (1961) y Dientes, pólvora, febrero (1961); posteriormente renunció al género narrativo por mucho tiempo, durante el cual su contribución a la literatura española se limitó a su labor periodística y a sus ensayos. El primer ensayo salido de su pluma se tituló Personas y animales en una fiesta de bautizo (1966). Uno de los ejemplos típicos de la reflexión crítica ferlosiana fueron los dos volúmenes de Las semanas del jardín (1974), de título inspirado en la novela que no llegó a escribir Cervantes, y que constituye un análisis erudito sobre las técnicas y los recursos narrativos. Realizó la traducción de Víctor del Aveyron, de Jean Itard, con un gran número de notas. Regresó a la narrativa con la novela El testimonio de Yarfoz (1986), un largo relato que se presenta inacabado sobre una civilización con una elevada competencia hidráulica, en un territorio que el lector puede situar en la comarca probablemente legendaria de Mantua, entre Alcalá de Henares, Titulcia y Madrid. El testimonio de Yarfoz servía de metáfora a una utopía que no propone expresamente lecciones, vagamente destinada al fracaso y la decadencia. La novela fue finalista al Premio Nacional de Literatura, que finalmente recayó en Luis Mateo Díez por su obra La fuente de la edad.
En diciembre de 2017, en el 90 cumpleaños de Ferlosio, se dio a conocer su nueva obra Páginas escogidas, una antología que recoge cuentos, poemas, ensayos y otros trabajos del autor.

### Trayectoria como ensayista
En ese prolífico año de 1986 Ferlosio también publicó los ensayos Mientras no cambien los dioses nada ha cambiado, Campo de Marte 1. El ejército nacional y La homilía del ratón. En 1992 publicó, en dos extensos volúmenes, sus Ensayos y artículos, entre los que también figuraban textos inéditos, y en 1993 el libro de aforismos Vendrán más años malos y nos harán más ciegos, con el que ganó el Premio Nacional de Ensayo y el Ciudad de Barcelona en 1994. Adscrito a la corriente del realismo social de la posguerra española, su obra se caracteriza por constituir una implacable crítica al poder.
Sus últimas obras fueron las recopilaciones de ensayos y artículos Esas Yndias equivocadas y malditas (1994), El alma y la vergüenza (2000), La hija de la guerra y la madre de la patria (2002) y Non olet (2003), donde analizaba diferentes temas que se ven de algún modo tamizados por aspectos pecuniarios: desde la globalización al mercado de trabajo, desde la mercadotecnia a la publicidad, pasando por la lucrativa cultura del ocio.
Sus últimos trabajos fueron la colección de relatos El Geco (2005), y los ensayos Sobre la guerra (2007), una original y coherente aproximación al fenómeno de la violencia, al que se suma God & Gun. Apuntes de polemología (2008), un conjunto de reflexiones sobre la historia, la guerra, la religión, el derecho y el fanatismo.

Existe un estado de guerra permanente desde que existe una industria del armamento permanente. (...) La amenaza es el mecanismo del bandido, el mecanismo de “la bolsa o la vida”.
Rafael Sánchez Ferlosio (2007)

#### Crítica a la educación y el aprendizaje
El niño, para Ferlosio, no es una tabula rasa, sino que adquiere la educación de forma activa. El principal motor o mecanismo para la educación sería la vergüenza. La vergüenza es el deseo que siente todo niño por rebelde que sea de integrarse en su grupo o sociedad. Es precisamente la vergüenza lo que distingue la educación de la doma. Un individuo ha sido educado cuando puede ser identificado como uno de los nuestros. Por eso el ámbito por excelencia de la educación es la familia, que a su vez es ámbito privado y que es el paradigma de una sociedad a pequeña escala.
La educación es de naturaleza constrictiva, es decir, mediante el uso de la violencia, porque en esencia se trata de hacer prevalecer las voluntades de unos sobre las de otros. Se emplea la violencia no como un fin en sí mismo, sino como medio, y esta violencia no es directa, sino que se ejerce como amenaza. La amenaza permanente no consiste en castigos o imposiciones sino en el miedo o peligro que tiene el infante de no llegar a formar parte del grupo.
Es la educación ante la sociedad más cercana, ante las caras de las personas conocidas, lo que va a conseguir que el individuo acepte las normas como autónomas, es decir como sus propias normas. Así, se produce el fenómeno de la asimilación de ese ser —cuya individualidad está ahora en armonía con su socialidad— a la sociedad.
A esta educación por medio de la vergüenza la denomina educación cara a cara; la cara no sería el espejo del alma, sino la propia alma, donde se refleja el rubor o la vergüenza. La educación cara a cara se opone a la educación de las instituciones sociales que denomina educación cuerpo a cuerpo y que se basaría en la amenaza mediante castigos e imposiciones. El individuo educado por las instituciones no va a sentir las normas como autónomas, sino como algo impuesto o heterónomo.
En su artículo Pedagogía contra Pedagogía, condena y lamenta el papel preponderante que tiene en la educación la pedagogía publicitaria, cuyo objeto es crear consumidores.
Si bien la familia es el ámbito de la educación, la escuela debe ser el ámbito del aprendizaje. Ferlosio refleja la preocupación de la invasión de un ámbito por el otro; así, en su artículo Amor y pedagogía, muestra cómo el colegio, al exigir recibo firmado por los padres de las ausencias u otras faltas, impide la educación familiar, puesto que al padre se le impide enseñar a ser veraz a su hijo. Al negársele en aras de un pragmatismo pedagógico a ejercitarse en el ejercicio de decir la verdad, la escuela se inmiscuye o interpone en la relación de amor de un padre con su hijo.
Por otra parte, le parece sin duda invasiva la intromisión de lo privado en el ámbito de lo público. En su artículo Borriquitos con chándal abomina del exceso de participación de las familias en las escuelas, puesto que impide la madurez del infante, al no permitirse que se desenvuelva por sí mismo en el ámbito público.
El aprendizaje, para Ferlosio, se caracteriza por ser un movimiento de amor del sujeto hacia el objeto. En definitiva sería contraponer la moral de perfección, que consiste en dejar poco a poco de ser uno mismo, a la moral de identidad, negativa tanto para los individuos como para los pueblos. 
El objeto de conocimiento no se preocupa de si es aprendido o no por el sujeto y mucho menos de acercarse al sujeto. Dice Ferlosio que es el aprendiz el que debe adaptarse al Teorema de Pitágoras, y no al revés. Puesto que si algo significa aprender es la capacidad de salirse de uno mismo. Por eso rechaza las adaptaciones pedagógicas y las simplificaciones. Por citar un ejemplo, a la serie de dibujos animados emitida por Televisión Española, D. Quijote de la Mancha, la denomina Naranjito a caballo.
Disiente de la actitud agonística y deportiva de los padres para sus hijos que montados a lomos de sus hijos, los espolean, para que sean los mejores en la escuela y en el deporte. De la misma forma actúa la sociedad en conjunto: así, por ejemplo, en Mientras no cambien los dioses, nada ha cambiado, Ferlosio señala al héroe que tiene que superar innumerables obstáculos para conseguir a su amada y donde lo que menos importa es la relación con la amada y la propia amada, no importa cuál esta sea.
La actitud deportiva y competitiva la denomina Ferlosio onfaloscopia, o el arte de mirarse el ombligo. Así interpreta el sistema de notas y clases que se usa para clasificar y distinguir a los alumnos de otros alumnos. La razón principal que esgrime no es de base igualitaria, sino porque desvía la atención del objeto que es el conocimiento, para recalar la atención en el sujeto. En su opinión, se promueve un afán de reto y protagonismo que en definitiva es una inflamación del ego. No importa el conocimiento, sino ser el mejor, no importa en qué materia, sino distinguirse de los demás y clasificar a los alumnos.
En cuanto a las asignaturas, representan el conocimiento burocratizado. Su afán es la regulación, mediante una firma por un empleado de las instituciones, con el objetivo de homologar. Así, por ejemplo cita la influencia que ha tenido en el aprendizaje considerar la Arquitectura como parte de las Bellas Artes. Los alumnos se han entrenado a identificar los rasgos comunes que identifican a los distintos estilos artísticos y su ojo es incapaz de apreciar las particularidades que pueda tener un edificio en concreto. Por si fuera poco, los asuntos que no son de índole artística de los edificios y que tienen que ver con urbanismo, construcción, antropología... se han dejado de lado en las enseñanzas básicas.

## Obras

### Novelas
- Industrias y andanzas de Alfanhuí[7] (Cíes, 1951)
- El Jarama[7] (Destino, 1956), Premio Nadal 1955.
- El testimonio de Yarfoz[7] (Alianza, 1986)

### Cuentos
- Dientes, pólvora, febrero», relato incluido en Industrias y andanzas de Alfanhuí (Destino, 1961)
- «Y el corazón caliente», relato incluido en Industrias y andanzas de Alfanhuí (Destino, 1961)
- El huésped de las nieves (Alfaguara, 1982)
- El escudo de Jotán (Alfaguara, 1983)
- El geco. Cuentos y fragmentos (Destino, 2005)

### Ensayo
- Las semanas del jardín, 2 vols. (Nostromo, 1974)
- Mientras no cambien los dioses, nada ha cambiado (Alianza, 1986)
- Campo de Marte 1. El ejército nacional (Alianza, 1986)
- La homilía del ratón (El País, 1986)
- Ensayos y artículos, 2 vols. (Destino, 1992)
- Vendrán más años malos y nos harán más ciegos (Destino, 1993)
- Esas Yndias equivocadas y malditas (Destino, 1994)
- El alma y la vergüenza (Destino, 2000)
- La hija de la guerra y la madre de la patria (Destino, 2002)
- Non olet (Destino, 2003)
- Glosas castellanas y otros ensayos. Diversiones (Fondo de Cultura Económica, 2005)
- Sobre la guerra (Destino, 2007)
- God & Gun. Apuntes de polemología (Destino, 2008)
- Guapo y sus isótopos (Destino, 2009)
- Carácter y destino. Ensayos y artículos escogidos (Universidad Diego Portales, 2011)
- De algunos animales (Random House, 2019)
- Diálogos con Ferlosio, 1956-2017 (Ediciones Deliberar, 2019)
- La verdad de la patria (Debate, 2020)
- Interludio taurino (El Paseo Editorial, 2022)
- Borriquitos en chándal (Debate, 2023)

### Obras completas
A través de varios de sus sellos editoriales, Penguin Random House publicó las obras completas de Rafael Sánchez Ferlosio entre 2015 y 2017:
- El escudo de Jotán. Cuentos reunidos (Debolsillo, 2015)
- Campo de retamas. Pecios reunidos (Random House, 2015)
- Altos estudios eclesiásticos. Ensayos I. Gramática, narración y diversiones (Debate, 2015)
- Gastos, disgustos y tiempo perdido. Ensayos II. Sobre cuestiones españolas (Debate, 2016)
- Babel contra Babel. Ensayos III. Asuntos internacionales. Sobre la guerra. Apuntes de polemología (Debate, 2016)
- Qwertyuiop. Ensayos IV. Sobre enseñanza, deportes, televisión, publicidad, trabajo y ocio (Debate, 2017)´
- Páginas escogidas (Random House, 2017)

## Galardones
A lo largo de su larga trayectoria profesional Sánchez Ferlosio ha obtenido numerosos premios entre los que destacan los más importantes de las letras hispánicas, el Premio Cervantes en 2004 y el Premio Nacional de las Letras Españolas en 2009.
- 1955 - Premio Nadal por la novela El Jarama.
- 1957 - Premio de la Crítica de narrativa castellana por la novela El Jarama.
- 1983 - Premio de Periodismo Francisco Cerecedo por su defensa de la libertad de expresión.
- 1991 - Premio de la Comunidad de Madrid
- 1994 - Premio Nacional de Ensayo por el libro Vendrán más años malos y nos harán más ciegos.
- 1994 - Premio Ciudad de Barcelona
- 2002 - Premio Mariano de Cavia por su labor periodística.
- 2003 - Premio Extremadura a la Creación
- 2004 - Premio Cervantes por toda su obra; su discurso de recepción llevó por título «Carácter y destino».
- 2009 - Premio Nacional de las Letras Españolas en reconocimiento de toda su carrera profesional.[8]
- 2015 - Medalla de Oro al mérito en las Bellas Artes
- 2017 - Premio Internacional de Ensayo Caballero Bonald por su libro Babel contra Babel.[9]

| Predecesor: Gonzalo Rojas | Premio Miguel de Cervantes 2004 | Sucesor: Sergio Pitol |